# Manuel Rivas Pastor
Pour les articles homonymes, voir Rivas et Manuel Rivas.
Manuel Rivas Pastor est un joueur d'échecs espagnol né le 13 juillet 1960 à Jaén, grand maître international depuis 1987.

## Biographie et carrière
Grand maître international depuis 1987, Manuel Rivas Pastor a remporté :
- deux fois le championnat d'Espagne junior (en 1977 et 1979) ;
- quatre fois le championnat d'Espagne en (1978, 1979, 1981 et 1991) ;
- le tournoi d'échecs de la Costa del Sol à Malaga en 1983 ;
- les tournois de Salamanque et Albacete en 1989 ;
- le championnat open d'Espagne en 2005 à Lorca.

En 1977, il fut septième ex æquo avec 8 points sur 13 du championnat du monde junior remporté par Arthur Youssoupov.
En novembre 1979, il finit à la deuxième place ex æquo du deuxième tournoi de Linares avec notamment une victoire sur le numéro deux mondial Viktor Kortchnoï. En 1980, il fut quatrième du championnat du monde junior  1979-1980, avec 8,5 points marqués en 13 parties. En 1983, il fut troisième ex æquo du mémorial Capablanca disputé à Cienfuegos. En 1993, il finit troisième ex æquo du tournoi d'échecs de Dos Hermanas derrière Anatoli Karpov et Judit Polgár.
Rivas Pastor a représenté l'Espagne lors de cinq olympiades de 1978 à 1992, jouant deux fois au premier échiquier et marquant 57 % des points (26 / 46). L'Espagne finit neuvième de la compétition en 1979.
En 1989 et 1992, il joua au premier échiquier de l'Espagne lors du championnat d'Europe d'échecs des nations et marqua 8 points sur 15 lors des deux compétitions.